# Holland Cup 2015/2016
De Holland Cup 2015/2016 was het zesde seizoen van deze door de KNSB georganiseerde serie wedstrijden. De Holland Cup bestond zowel uit wedstrijden over losse afstanden als verschillende soorten meerkampen. De wedstrijden van de Holland Cup gelden tevens als belangrijke plaatsingswedstrijden voor de Nederlandse kampioenschappen.

## Wedstrijden
| Wedstrijd                                                    | Data                | IJsbaan                         | Plaats    | Extra belang                                    |
| ------------------------------------------------------------ | ------------------- | ------------------------------- | --------- | ----------------------------------------------- |
| Holland Cup afstanden 1 (tevens IJsselcup)                   | 17–18 oktober 2015  | De Scheg                        | Deventer  | Plaatsing KNSB Cup 2015/2016                    |
| Holland Cup afstanden 2                                      | 14–15 november 2015 | Leisure World Ice Center        | Dronten   |                                                 |
| Holland Cup pure sprint                                      | 22 november 2015    | De Westfries                    | Hoorn     |                                                 |
| Holland Cup allround 1 (tevens Eindhoven Trofee)             | 28–29 november 2015 | IJssportcentrum                 | Eindhoven | Plaatsing NK allround 2016 en NK afstanden 2016 |
| Holland Cup allround 1 (tevens Kraantje Lek Trofee)          | 28–29 november 2015 | Kennemerland                    | Haarlem   | Plaatsing NK allround 2016 en NK afstanden 2016 |
| Holland Cup sprint 1 (tevens Utrecht City Bokaal)            | 12–13 december 2015 | Vechtsebanen                    | Utrecht   | Plaatsing NK sprint 2016                        |
| Holland Cup allround 2 (tevens Gruno Bokaal)                 | 9–10 januari 2016   | Kardinge                        | Groningen |                                                 |
| Holland Cup sprint 2 (weekend van NK pure sprint 2016)       | 31 januari 2016     | De Uithof                       | Den Haag  |                                                 |
| Holland Cup afstanden 3                                      | 27–28 februari 2016 | Schaats- en Racketcentrum Breda | Breda     | Plaatsing NK neo-senioren 2016                  |
| Holland Cup afstanden 4 Finale (tevens NK neo-senioren 2016) | 6–8 maart 2016      | IJsbaan Twente                  | Enschede  |                                                 |

## Winnaars

### Mannen
| Wedstrijd                                | 500 meter                 | Tijd          | 1000 meter       | Tijd         | 1500 meter         | Tijd               | 5000 meter       | Tijd             | Meerkamp                                                                 |
| ---------------------------------------- | ------------------------- | ------------- | ---------------- | ------------ | ------------------ | ------------------ | ---------------- | ---------------- | ------------------------------------------------------------------------ |
| Holland Cup afstanden 1/IJsselcup        | Dai Dai NtabMichel Mulder | 35,7335,69    | Sjoerd de Vries  | 1.11,16      | Thomas Krol        | 1.50,02            | Bob de Vries     | 6.28,07          |                                                                          |
| Holland Cup afstanden 2                  | Michel Mulder             | 36,13         | Sjoerd de Vries  | 1.11,75      | Sjoerd de Vries    | 1.50,97            | Evert Hoolwerf   | 6.37,34          |                                                                          |
| Holland Cup pure sprint                  |                           |               |                  |              |                    |                    |                  |                  | Pure sprint: Jesper Hospes                                               |
| Holland Cup allround 1/Eindhoven Trofee  |                           |               |                  |              |                    |                    |                  |                  | Kleine vierkamp: Renz Rotteveel                                          |
| Holland Cup sprint 1/Utrecht City Bokaal |                           |               |                  |              |                    |                    |                  |                  | Sprintvierkamp: Pim Schipper                                             |
| Holland Cup allround 2/Gruno Bokaal      |                           |               |                  |              |                    |                    |                  |                  | Grote vierkamp: Jos de Vos                                               |
| Holland Cup sprint 2                     |                           |               |                  |              |                    |                    |                  |                  | Sprinttweekamp: Martijn van Oosten                                       |
| Holland Cup afstanden 3                  | Jesper Hospes             | 35,86         | Pim Schipper     | 1.11,05      | Thomas Krol        | 1.49,72            | Erik Jan Kooiman | 6.33,38          |                                                                          |
| Holland Cup afstanden 4 Finale           | Dai Dai Ntab              | 35,38         | Lucas van Alphen | 1.10,32      | Lucas van Alphen   | 1.48,66            | Mats Stoltenborg | 6.30,51          | Pure sprint: Michel Mulder                                               |
| Eindklassement                           | Jesper Hospes             | Jesper Hospes | Pim Schipper     | Pim Schipper | Martijn van Oosten | Martijn van Oosten | Mats Stoltenborg | Mats Stoltenborg | Pure sprint: Michel MulderSprint: Martijn van OostenAllround: Wesly Dijs |

### Vrouwen
| Wedstrijd                                  | 500 meter                  | Tijd            | 1000 meter         | Tijd      | 1500 meter             | Tijd        | 3000 meter         | Tijd           | Meerkamp                                                                         |
| ------------------------------------------ | -------------------------- | --------------- | ------------------ | --------- | ---------------------- | ----------- | ------------------ | -------------- | -------------------------------------------------------------------------------- |
| Holland Cup afstanden 1/IJsselcup          | Jorien ter MorsJanine Smit | 39,8040,27      | Bo van der Werff   | 1.19,66   | Annouk van der Weijden | 2.03,54     | Lisa van der Geest | 4.20,86        |                                                                                  |
| Holland Cup afstanden 2                    | Mayon Kuipers Anice Das    | 40,12           | Anice Das          | 1.20,62   | Reina Anema            | 2.05,82     | Melissa Wijfje     | 4.20,42        |                                                                                  |
| Holland Cup pure sprint                    |                            |                 |                    |           |                        |             |                    |                | Pure sprint: Annette Gerritsen                                                   |
| Holland Cup allround 1/Kraantje Lek Trofee |                            |                 |                    |           |                        |             |                    |                | Minivierkamp: Jorien Voorhuis                                                    |
| Holland Cup sprint 1/Utrecht City Bokaal   |                            |                 |                    |           |                        |             |                    |                | Sprintvierkamp: Anice Das                                                        |
| Holland Cup allround 2/Gruno Bokaal        |                            |                 |                    |           |                        |             |                    |                | Kleine vierkamp: Annouk van der Weijden                                          |
| Holland Cup sprint 2                       |                            |                 |                    |           |                        |             |                    |                | Sprinttweekamp: Roxanne van Hemert                                               |
| Holland Cup afstanden 3                    | Janine Smit                | 39,89           | Roxanne van Hemert | 1.19,58   | Jorien Voorhuis        | 2.01,97     | Yvonne Nauta       | 4.14,88        |                                                                                  |
| Holland Cup afstanden 4 Finale             | Anice Das                  | 39,71           | Roxanne van Hemert | 1.18,54   | Melissa Wijfje         | 1.59,46     | Melissa Wijfje     | 4.15,96        | Pure sprint: Annette Gerritsen                                                   |
| Eindklassement                             | Letitia de Jong            | Letitia de Jong | Anice Das          | Anice Das | Reina Anema            | Reina Anema | Melissa Wijfje     | Melissa Wijfje | Pure sprint: Annette GerritsenSprint: Roxanne van HemertAllround: Melissa Wijfje |

2010/2011 · 
2011/2012 · 
2012/2013 · 
2013/2014 · 
2014/2015 · 
2015/2016 · 
2016/2017 · 
2017/2018 · 
2018/2019 · 
2019/2020 · 
2020/2021 · 
2021/2022 · 
2022/2023 · 
2023/2024 · 
2024/2025